# Staré Labe (Kojice)
Staré Labe je název vodní plochy nacházející se na severovýchodě Kojic na břehu řeky Labe. Vodní plocha zde existovala již v roce 1852. Jedná se o původní tok řeky Labe. Plocha má tvar fajfky, respektive v severozápadní části je čtvercová vodní plocha, v jihovýchodní části je podlouhlá plocha připomínající tok řeky. Na březích rostou stromy a jiné dřeviny. Po jihozápadním břehu prochází železnice, po severovýchodním cesta.